# Beauty Queens
Beauty Queens byla srbská dívčí skupina, která vznikla v květnu 2007 v Helsinkách po vítězství Mariji Šerifović na Eurovision Song Contest 2007, kde vystoupily jako vokalistky. V národním kole Beovizija 2008 se s písní „Zavet“ umístily na 3. místě.

## Členky
Sanja Bogosavljević se narodila v Bělehradě 28. června 1979. Je pokročilá studentka na fakultě múzických umění (klavírní třída). Ve věku 10 let se zúčastnila festivalu Children sing hits (Děti zpívají hity), kde se umístila na druhém místě. Po dlouhou dobu zpívala v dětském sboru RTB. Byla členkou skupiny Divas, která se účastnila festivalu Bělehradské jaro. Byla doprovodnou vokalistkou slavných hudebníků. Vystupovala v různých klubech v Bělehradě s kapelou Blah Blah Band 8 let. V letech 2006 a 2007 se skupina úspěšně zúčastnila soutěže Beovizija a získala cenu "Nejlepší nováček roku 2006".
Suzana Dinić se narodila 1. června 1986. Ve věku 16 let vystudovala Fakultu múzických umění ve městě Zaječar a studovala hru na klavír. Na svém prvním sólovém koncertě vystoupila, když jí bylo deset let. Na koncertě na Ukrajině byla doprovázena Lavovski filharmonickým orchestrem. Získala řadu ocenění na národní i mezinárodní půdě pěveckých soutěží. Od roku 2003 zpívala ve sboru Collegium Musicum pod taktovkou Darinka Matice Marovice.
Ksenija Milošević se narodila v Bělehradě roku 1982. Studovala hru na housle ve třídě profesora Dejana Mihailoviče a je absolventem Fakulty múzických umění v Bělehradě. V roce 2005 získala titul magistr. Získala mnoho ocenění a vystupovala jako sólista s předními orchestry Srbska. Od roku 2001 působila jako zástupce prvních houslí bělehradského filharmonického orchestru a tuto pozici prvních houslí zastávala dvě koncertní sezóny. Zúčastnila se mnoha mezinárodních festivalů s ethno kapelou Ognjen and Friends. V roce 2006 zpívala doprovodné vokály k písni "Lejla" skupiny Hari Mata Hari, která reprezentovala Bosnu a Hercegovinu na Eurovision Song Contest 2006.
Ana Milenković (nyní působící jako sólová umělkyně) se narodila v Bělehradě 19. dubna 1980. Objevila se jako sólista na mnoha festivalech Bělehradské jaro (2000), festival Budva (2001), Eurosong (2004) a festival Zrenjanin (2004). V roce 2005 nastoupila do kapely Blah Blah Band. Skupina se úspěšně účastnila soutěží Beovizija 2006 a 2007. V roce 2006 vyhrála ocenění "Nejlepší nováček". Pracovala také s předními hudebníky ze Srbska a Černé Hory. Pracovala jako náhradní vokalistka pro velkou popovou hvězdu Zdravka Colica a velmi populárního zpěváka Vlada Georgieva.
Ivana Selakov (nyní působící jako sólová umělkyně) se narodila v Bělehradě 8. listopadu 1978. Vyrůstala ve městě Sombor, kde byla zasvěcena do světa hudby. Dokončila nižší hudební školu, zúčastnila se řady pěveckých soutěží a vystoupovala v jazzových a rock'n'roll klubech. V roce 1997 začala studovat biologii v Bělehradě, ale velmi brzy se oddala hudbě. Po biologii Ivana začali studovat "Nahrávání a navrhování zvuku" a téměř ji dokončila. Účinkovala jako sólistka na několika festivalech – Radio Festival, Beovizija 2006 a dalších. Dělala náhradní vokalistku pro mnoho populárních umělců.

## Tvorba
Poprvé po Eurovision Song Contest vystoupily členky skupiny v červenci 2007 na hudebním festivalu Budva, kde se umístily na druhém místě s písní "Pet na jedan". I přes to, že nevyhrály, stala se jejich píseň obrovským hitem rádií. V srpnu se zúčastnily festivalu Ohrid Fest s písní "Protiv srca". Zde se také umístily na druhém místě, ale jejich píseň se stala velmi populární v Makedonii, kdy dosáhly nejvyšších pozic v téměř všech makedonských hitparádách.
V březnu 2008 se Beauty Queens zúčastnily soutěže Beovizija 2008. Ve svém semifinále byly sice první, ale ve finále skončily až třetí, proto měla právo na reprezentaci Srbska na Eurovision Song Contest 2008 právě Jelena Tomašević. Soutěžily s písní "Zavet", která poněkud připomínala píseň "Molitva" od Mariji Šerifović. Vlastně píseň také napsal Vladimir Gaić a Saša Milošević Mare, kteří také napsali píseň "Molitva". Píseň se stala v Srbsku velmi populární. Beauty Queens dostaly možnost reprezentovat Srbsko v soutěži Eurovision Second Chance.
Dne 1. června 2008 Beauty Queens zpívaly píseň od zpěvačky Tajči "Hajde da ludujemo" (s touto písní Tajči zastupovala SFR Jugoslávii na Eurovision Song Contest 1990) na hudební festivale ve městě Vrnjačka Banja. S touto písní nesoutěžily, ale zpívaly ji během hlasování. Beauty Queens byly hosty speciální show o nočním životě v Bělehradě. Show byla vyrobena pro Discovery Channel. Dívky soutěžily v roce 2008 na festivale Sunčane skale s písní "Ti ili na". Obsadily třetí místo.

## Diskografie

### Alba
- 2011: Ne mogu te naći (Не могу те наћи)

### Singly
- 2007: „Pet na jedan“ (Пет на један)
- 2007: „Protiv srca“ (Против срца)
- 2008: „Zavet“ (Завет)
- 2008: „Ti ili on“ (Ти или он)
- 2009: „Afrodizijak“ (Афродизијак)
- 2009: „Superstar“ (s Ognjenem Amidžićem a Đorđem Marjanovićem)
- 2010: „Dve iste“ (Две исте)